# KLR
 (juillet 2025).
Si vous disposez d'ouvrages ou d'articles de référence ou si vous connaissez des sites web de qualité traitant du thème abordé ici, merci de compléter l'article en donnant les références utiles à sa vérifiabilité et en les liant à la section « Notes et références ».
Albums de Saïan Supa Crew
X Raisons
(2001)
KLR est le premier album du collectif Saïan Supa Crew, sorti en 1999. Le titre de l'album rend hommage a l'un des membres du collectif, mort avant la sortie de l'album. Ce premier album est un grand succès, profitant d'une grande originalité et de titres phares[réf. nécessaire], tel qu'Angela et Raz de marée. Les thèmes abordés s'étendent du problème de la drogue (Que dit-on ?) jusqu'au racisme (La preuve par trois), en passant par les rapports intimes homme-femme, le suicide ou encore la légitimation de la violence par la religion. Humour et sérieux se mêlent sur fond de mélodies parfois simplistes, parfois riches.

## Liste des titres
| No  | Titre                                              | Durée |
| --- | -------------------------------------------------- | ----- |
| 1.  | Intro (Dj Fun, KLR)                                |       |
| 2.  | Raz de marée (Saïan Supa Crew)                     |       |
| 3.  | Darkness (Vicelow, Féniksi, Sly, LeeroY, Specta)   |       |
| 4.  | G Padpo (Saïan Supa Crew)                          |       |
| 5.  | Ragots (Saïan Supa Crew)                           |       |
| 6.  | Abecedaire des cons (Saïan Supa Crew)              |       |
| 7.  | 2 Be Or Not 2 Be (Sly, Vicelow, Féniksi)           |       |
| 8.  | Malade Imaginaire intro (LeeroY, Féniksi)          |       |
| 9.  | Malade Imaginaire (LeeroY, Féniksi)                |       |
| 10. | La preuve par trois (Saïan Supa Crew)              |       |
| 11. | Soul Mwa Pas (Féniksi, Sly feat. Sandy Cossett)    |       |
| 12. | Ring My Bell (DJ Fun)                              |       |
| 13. | Pitchy and Scratchee Show (Sly, LeeroY)            |       |
| 14. | Angela (Samuel, LeeroY, Vicelow)                   |       |
| 15. | Objectif (Saïan Supa Crew)                         |       |
| 16. | J'adore ça (Vicelow, Féniksi, Sly, LeeroY, Specta) |       |
| 17. | Que Dit On ? (LeeroY, Samuel)                      |       |
| 18. | Histoire d'un homme faible (Specta, Vicelow)       |       |
| 19. | La Methode (Vicelow, Féniksi, Sly, LeeroY)         |       |
| 20. | KLR (Saïan Supa Crew)                              |       |